# MÁV Bzmot 601
MÁV Bzmot 601 — многосекционный рельсовый автобус производства Ganz-Ikarus. Постоянное соединение между агрегатами транспортного средства обеспечивается конструкциями лобового прохода и компонентами трансмиссии. Наиболее заметными особенностями транспортного средства являются кузовные детали и основные узлы, позаимствованные у автобусов серии Ikarus 200.

## История
Впервые Bzmot 601 был представлен в 1983 году предприятию BNV. Bzmot 601 представляет собой рельсовый вариант Ikarus 725.00. Позже автобусу были присвоены индексы Bzmot 601/1 и Bzmot 601/2 в системе MÁV. Во время испытаний транспортное средство тестировалось в Венгрии. Позже оно было передано Малайзийским железным дорогам, куда в 1988 году поступило, в общей сложности, 10 экземпляров (5 трёхсекционных и 5 пятисекционных транспортных средств). В 1992 году трёхсекционное транспортное средство было передано малайзийскому гольф-клубу вместе с прототипом.

## Особенности
MÁV Bzmot 601 приводился в движение шестицилиндровым двигателем Cummins NTA855R мощностью около 250 кВт. Гидравлический привод приводит в движение одну ось с помощью конических зубчатых колёс, соединённых универсальными валами. Двухсекционное транспортное средство состоит из одной моторизованной и одной немоторизованной кабины (Ikarus 725.01), трёхсекционной двухмоторной (725.01) и одной безмоторной кабины водителя (722.01), а также пятисекционной двухмоторной (725.01), двухмоторной (722.01) и одной бескапотной моторной автомотрисы (723.01). Валовая передача под муфтой сцепленного узла транспортного средства двухступенчатая (передающая), валовая передача агрегата без двигателя одноступенчатая. Обе осевые передачи представляют собой циклические зубчатые колёса с коническим передаточным числом 1:3,125, что позволяет развивать максимальную скорость 100 км/ч.